# Atanasz Gerov
Atanasz Gerov (bolgárul: Атанас Геров; Kjusztendil, 1945. október 8. –) olimpiai ezüstérmes bolgár labdarúgó, hátvéd.

## Pályafutása
1967–68-ban hét alkalommal szerepelt a bolgár válogatottban. Tagja volt az 1968-as mexikóvárosi olimpián ezüstérmet szerzett csapatnak.

## Sikerei, díjai
Bulgária
- Olimpiai játékok
  - ezüstérmes: 1968, Mexikóváros